# Ermida de São João

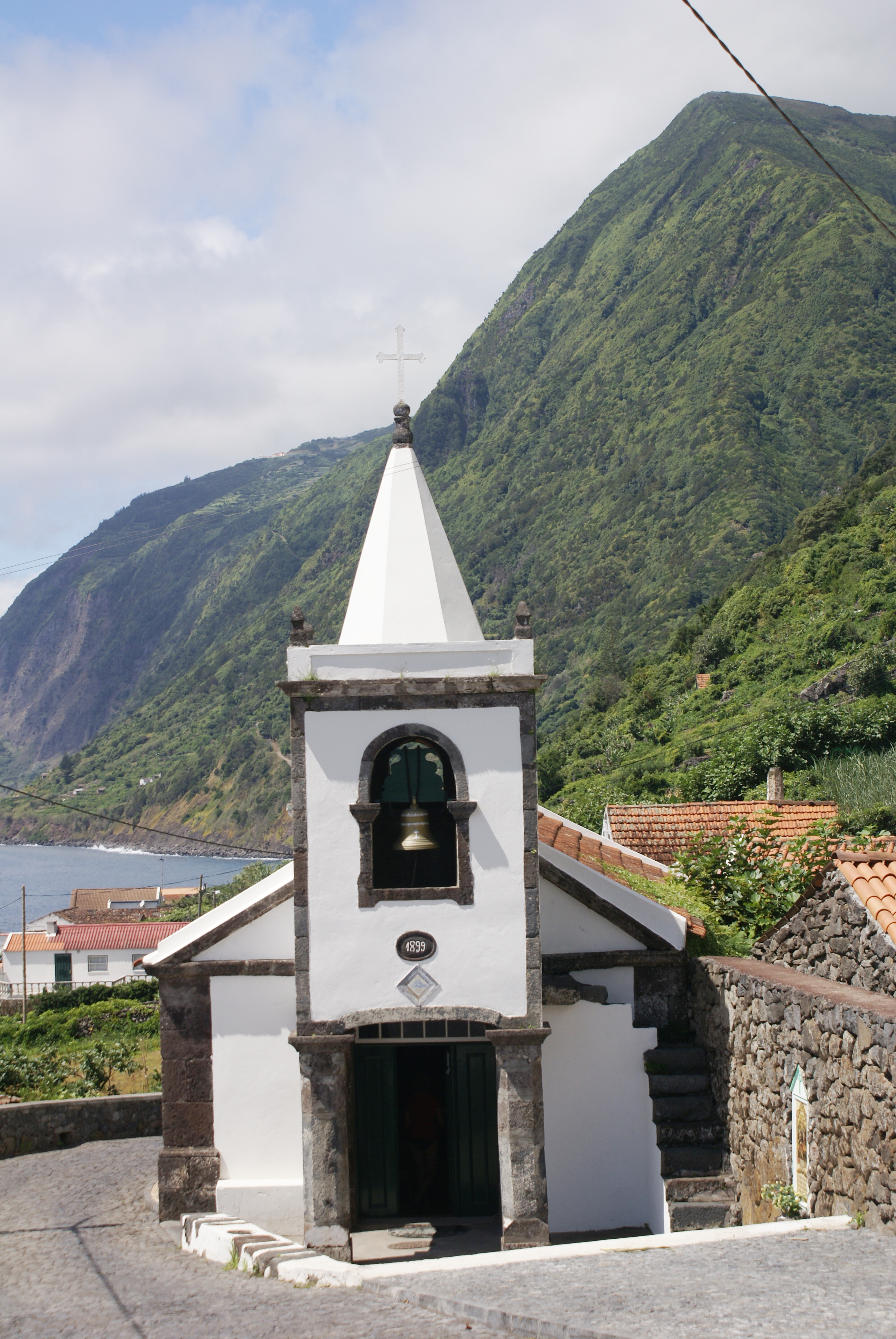
Ermida da Fajã de São João.

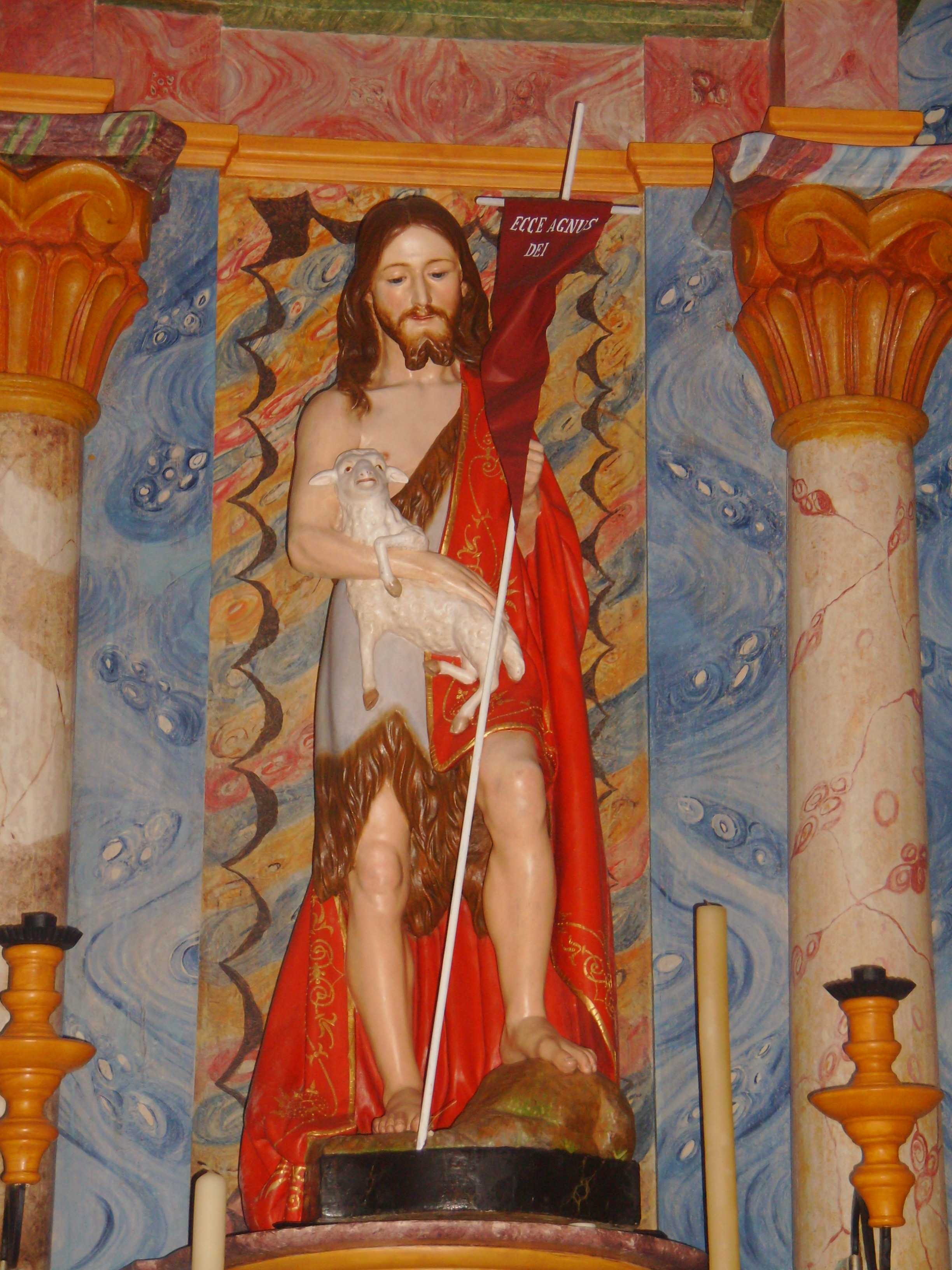
Fajã de São João, Ermida de São João, Imagem de São João Baptista (Padroeiro da Fajã).

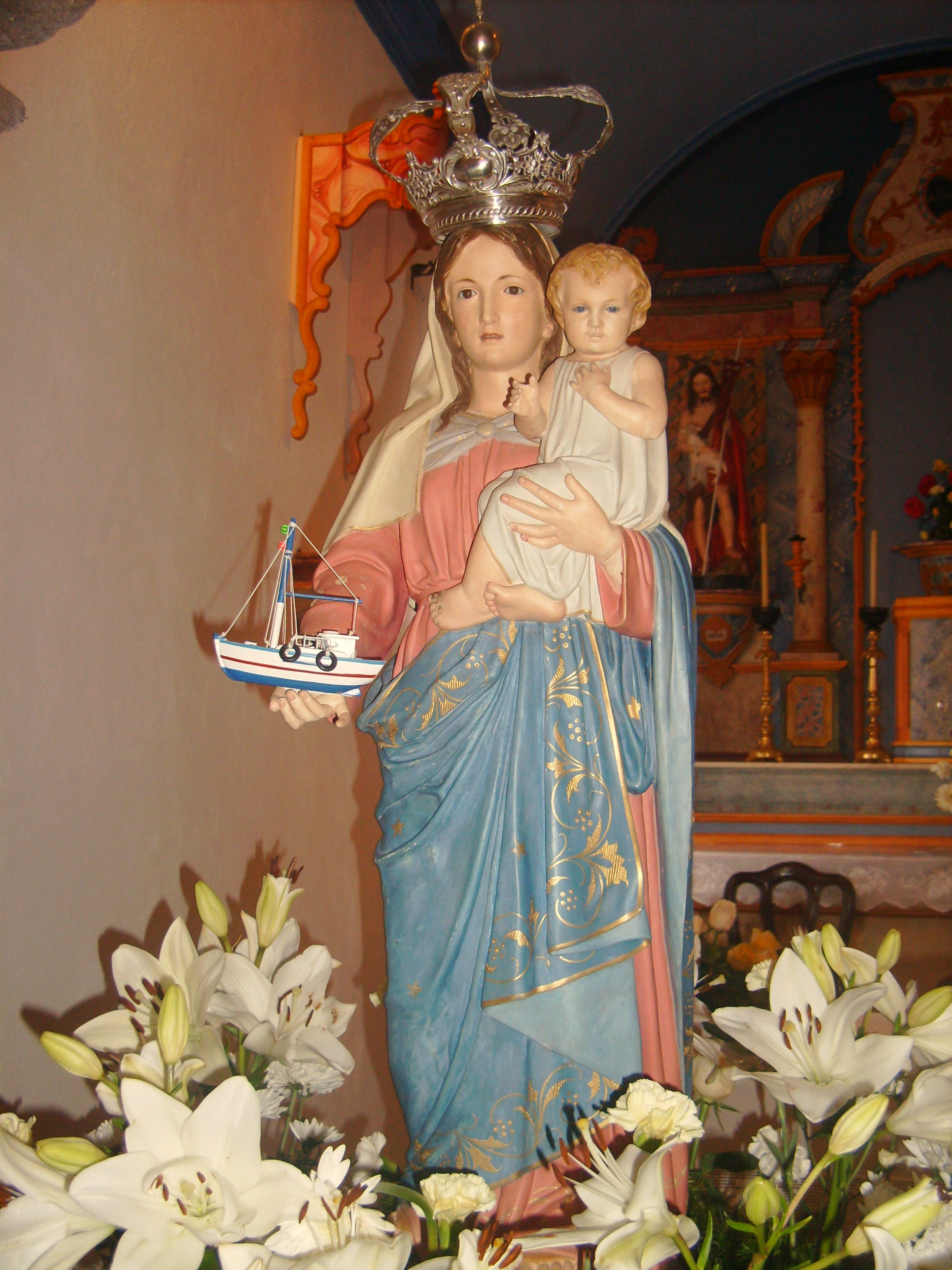
Fajã de São João, Ermida de São João, Imagem de Nossa Senhora da Guia.

A Ermida de São João é uma ermida católica localizada na Fajã de São João, curato da paróquia de Santo Antão, concelho da Calheta, ilha de São Jorge, Açores.

## Descrição
Esta ermida foi benzida segundo alguns historiadores em 1550, data em que já há registo de povoamento nesta localidade. Outros, no entanto, afirmam que a data da edificação desta ermida terá sido 1618 ou 1652. Numa pedra existente sobre a porta de entrada da ermida é possível ler-se a data de 1762, que deverá ser a data de alguma reconstrução ou restauro.
Foi em 1895 submetida a restauros, altura em que lhe foi acrescentada a torre sineira que actualmente possui. Por necessidade foi novamente sujeita a restauros em 1960. Esta ermida única pela sua localização que tem por fundo uma falésia, que se estende pelos Lourais tornou-se num dos postais da ilha de São Jorge.
Apresenta um bom trabalho em cantaria de basalto negro com acabamentos em alvenaria que foi pintada a branco. É de destacar os trabalhos em pedra efectuado junto das portas, janelas e da torre sineira. Na torre apresenta duas inscrições onde se lêem as datas de 1899 e 1940.
O interior com a imagem de São João Baptista no altar-mor  apresenta em tons de branco e cinza com alguma madeira na sua cor natural a dar realce ao ambiente.
A festa de São João Baptista é feita todos os anos na época de Verão e realiza-se entre 22 e 24 de Junho de cada ano.
É de salientar que se realiza a Festa de Nossa Senhora da Guia no domingo mais próximo do dia 8 de Setembro.

## Galeria

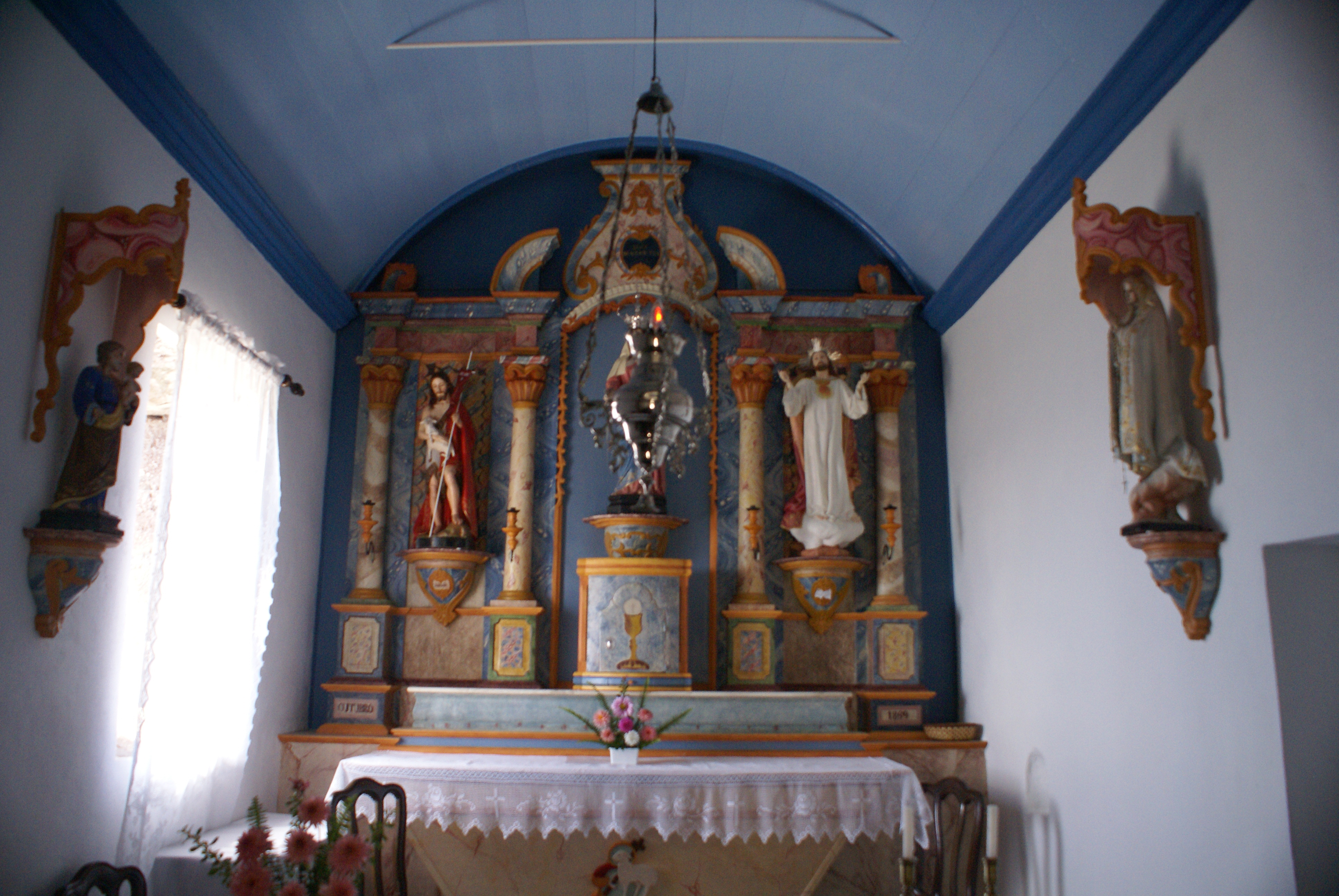
Fajã de São João, Ermida de São João, altar-mor.
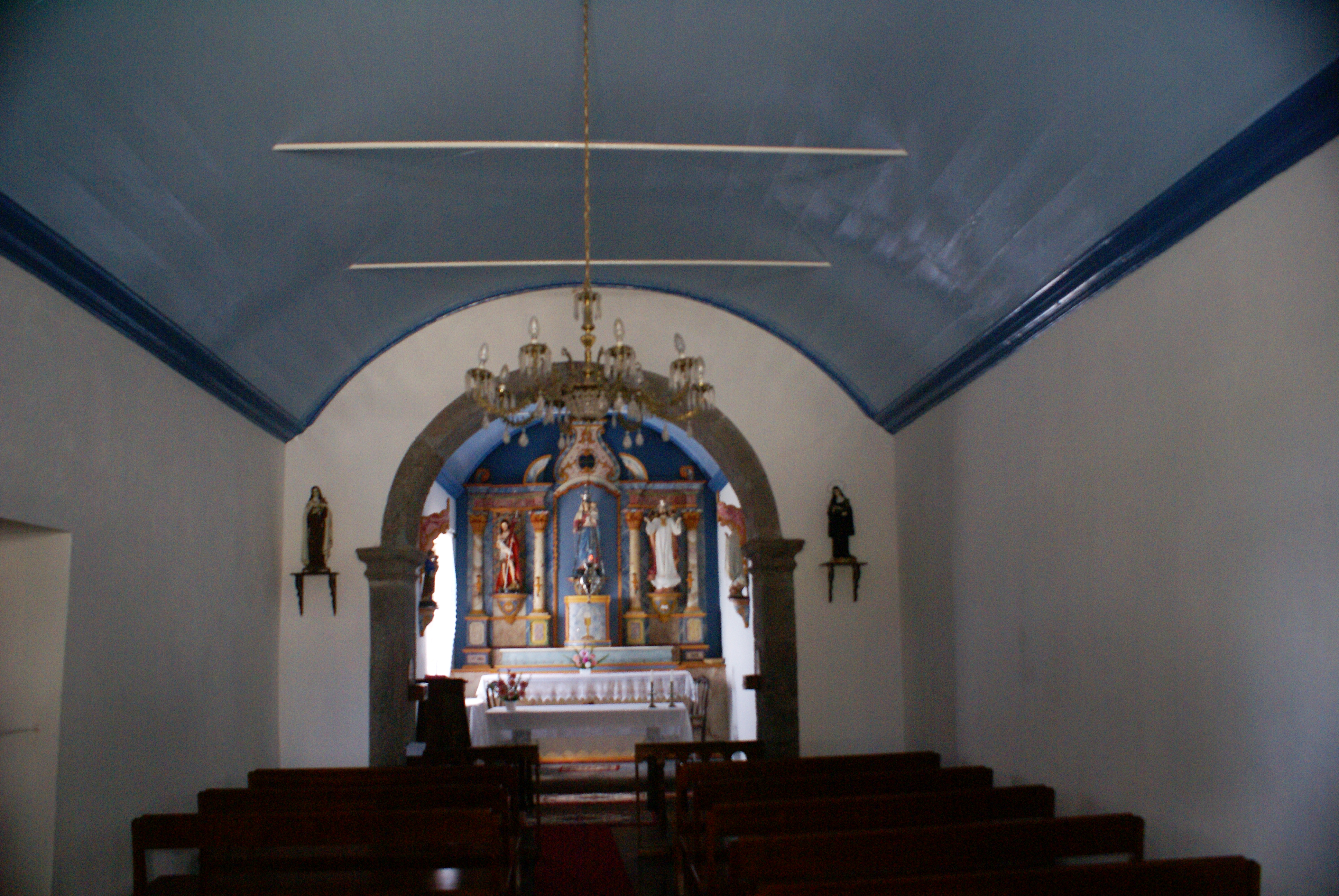
Fajã de São João, Ermida de São João, interior.